# Anastrophyllum tenue
Anastrophyllum tenue là một loài rêu trong họ Anastrophyllaceae. Loài này được H. Williams mô tả khoa học đầu tiên năm 1968.